# Movimento Patriótico
O MP (Movimento Patriótico) é um partido político da Guiné Bissau. Considerado uma das novas formações políticas mais dinâmicas, o MP é um partido centrista, muito conhecido nos grandes centros urbanos e reúne sobretudo jovens. Nas eleições legislativas de 10 de Março de 2019, o partido concorreu em quinze dos vinte e nove círculos eleitorais, não tendo conseguido eleger nenhum deputado à assembleia nacional popular.